# هضبة افنتين
هضبة افينتين ( تهجئتها /ˈævɪntaɪn, -tɪn/ ، (باللاتينية: Collis Aventinus)‏ (بالإيطالية: Aventino)‏ وتهجئتها ‎[avenˈtiːno]‏ ) هي واحدة من الهضاب السبعة التي بنيت عليها روما القديمة وتنتمي إلى منطقة ريبا، الدائرة أو الريون الحديث الثاني عشر في روما .

## الموقع والحدود

خريطة تخطيطية لروما تظهر التلال السبعة وجدار سيرفيان.

تقع هضبة افنتين أقصى جنوب هضاب روما السبعة ولها ارتفاعان مميزان أعلاهما يقع ناحية الشمال الغربي (افنتينوس الكبرى) والآخر يقع جهة الجنوب الشرقي ( افنتينوس الصغرى) حيث يقسمهما شق شديد الانحدار يوفر قاعدة لطريق قديم بين المرتفعات. وربما تم الاعتراف بالهضبتين ككيان واحد خلال الحقبة الجمهورية .
و أقرت إصلاحات اوغسطن للأحياء الحضرية في روما (vici) بالطريق القديم بين المرتفعين ( أو ما يعرف بـفيالي افنتينو الحديث) باعتباره الحدود المشتركة بين المنقطة الجديدة XIII، والتي تضم افنتينوس الكبرى وجزء من منطقة XII المعروفة باسم افينتينوس الصغرى.

## أصل التسمية والأساطير
تنسب معظم المصادر الرومانية اسم الهضبة إلى الملك الأسطوري أفنتينوس، ويحدد Servius ملكين بهذا الاسم أحدهما ايطالي قديم والآخر ألباني، ويقال أن كلاهما دفن على التل في العصور القديمة البعيدة. ويعتقد سيرفيوس أن التل سمي على اسم الملك الإيطالي القديم أفنتينوس ويعترض على اقتراح فارو بأن قبيلة سابين أطلقوا على التل اسم نهر أفينتوس القريب. ويعتقد كلك أن تسمية الملك أفينتينوس والذي هو ابن هرقل و ريا سيلفيا من المحتمل أن تكون بعد تسمية هضبة افنتين.
وكانت افنتين موقعًا مهمًا في الأساطير الرومانية وفي الإنيادة لفيرجل يوجد كهف على منحدر افنتين الصخري بجوار النهر وهو موطن كاكوس الوحشي والذي قتل على يد هرقل لسرقة ماشية جيريون. وبحسب أساطير تأسيس روما عقد التوأمان رومولوس وريموس مسابقة توسم الطير والتي تحدد نتيجتها الحق في تأسيس مدينة جديدة وتسميتها وقيادتها وتحديد موقعها ومعظم روايات القصة تقول أن ريموس نصب خيمته في افنتين ورومولوس أقامها في بالاتين.
ورأى كل منهم عددًا من طيور الميمون (aves) التي تدل على الموافقة الإلهية ولكن ريموس يرى أقل من رومولوس، ويبدأ رومولوس في تأسيس مدينة روما في موقع بشيرته الناجحة. والبديل السابق الموجود في إينيوس وبعض المصادر اللاحقة، قام رومولوس بأداء تكهناته على أحد تلال أفينتين ويقوم ريموس بأداء عمله في مكان آخر. ربما على المرتفع الجنوبي الشرقي وهو أدنى تلال أفنتين والتي تم تحديدها مبدئيًا مع مونس موركوس من إنيوس.
يعتبر سكوتش (1961) أن بديل إينيوس هو الأكثر ترجيحًا ومع نذير رومولوس بالاتين كتطور لاحق وبعد أن وسع الاستخدام الشائع لاسم افنتين والذي كان يستخدم سابقًا للارتفاع الشمالي الشرقي الأكبر فقط ليشمل جاره الأصغر. وتتطلب القواعد البطنية والأساطير نفسها أن يأخذ كل توأم رعايته في مكان مختلف؛ ولذلك تم تغيير موقع رومولوس الذي فاز في المسابقة وأسس المدينة إلى بالاتين الأكثر حظًا والموقع التقليدي لمؤسسة روما. أما ريموس الأقل حظًا والذي خسر ليس فقط في المسابقة بل حياته أيضا، ظل في افنتين، ويشير سيرفيوس إلى سمعة فنتين باعتبارها مطاردة «الطيور المشؤومة».

## التاريخ

### رومان
وفقًا للتقاليد الرومانية لم يتم تضمين تلة افنتين في الأساس الأصلي لروما، إذ كانت تقع خارج الحدود المقدسة القديمة للمدينة (بوميريوم). وذكر المؤرخ الروماني ليفي أن أنكوس مارسيوس رابع ملوك روما هزم اللاتينيين في بوليتوريوم وأعاد توطينهم هناك. وينسب الجغرافي الروماني سترابو الفضل إلى أنكوس في بناء سور المدينة لضم افنتين  وينسب آخرون نفس الجدار إلى ملك روما السادس سيرفيوس توليوس. واستخدمت البقايا المعروفة باسم الجدار السرفياني الحجارة المستخرجة من فيو والتي لم تكن غزتها روما حتى سنة 393 قبل الميلاد، وبالتالي فإن افنتين قد تكون جزءاً من الجدران أو ضاحية خارجها.
ويبدو أن افنتين قد علمت نوعا ما كنقطة انطلاق الدخول الشرعي للشعوب الأجنبية والطوائف الأجنبية إلى النطاق الروماني. وخلال الحقبة الملكية المتأخرة ، بنى سيرفيوس توليوس معبدًا لديانا على نهر افنتين كمحور روماني للعصبة اللاتينية التي تأسست حديثًا. ويعكس موقع افنتين البعيد وارتباطه الطويل الأمد باللاتينيين والعامة وموقعه خارج البوم وضعه الهامشي المبكر، وفي وقت ما حوالي 493 قبل الميلاد وبعد وقت قصير من طرد آخر ملوك روما وإنشاء الجمهورية الرومانية قدم مجلس الشيوخ الروماني معبدًا لما يسمى افنتين ثالوث لسيريس وليبر وليبرا الآلهة الراعية الشعب الروماني أو العوام، وجاء هذا التدشين في أعقاب واحدة من أولى أحداث سلسلة طويلة من الانشقاقات العامة المهددة أو الفعلية. ويطل المعبد على سيرك ماكسيموس أو (السيرك العظيم) ومعبد فيستا ويقابل تل بالاتين. وأصبح مستودعًا مهمًا للسجلات العامة وسجلات مجلس الشيوخ.
وكانت تعتبر افنتين أراضاً عامة مملوكة للدولة، ومنحت ليكس ايسيليا في سنة 456 قبل الميلاد حق الملكية للعامة هناك. وبحلول عام 391 قبل الميلاد تجاوز الانسكاب المفرط للمدينة أفنتين وحرم مارتيوس وتركت المدينة عرضة للهجوم، وفي ذلك العام تقريبًا اجتاح الإغريق المدينة وسيطروا عليها مؤقتًا. وأعيد بعد ذلك بناء الجدران و تمديدها لتضم افنتين بشكل كامل. ويتزامن هذا إلى حد ما مع القوة والتأثير المتزايدين للعاملينالإيديل والأطربون في افنتين في الشؤون العامة الرومانية وتزايد طبقة النبلاء العامة.
واستوعبت روما العديد من الآلهة الأجنبية عبر افنتين إذ «لا يوجد موقع آخر قريب من تجمعات الطوائف الأجنبية». وأسس كاميلوس في عام 392 قبل الميلاد معبدًا لجونو ريجينا. وشملت لاحقا دخول سمانوس سنة 278 و فيرتومنوس سنة 264 ومينيرفا في وقت ما قبل نهاية القرن الثالث.

#### الحقبة الإمبراطورية
في العصر الإمبراطوري تغيرت طبيعة التل وأصبح مقرًا للعديد من المساكن الأرستقراطية بما في ذلك المنازل الخاصة لتراجان وهادريان قبل أن يصبحوا أباطرة ولوسيوس ليسينيوس سورا، وصديق تراجان الذي بنى حمامات ليسينيوس سورا الخاصة. وعاش هناك أيضًا الإمبراطور فيتليوس و وحاكم المدينة لوسيوس فابيوس سيلو في وقت سبتيموس سيفيروس. وكانت افنتين أيضًا موقعًا لـحمامات ديسيوس التي بنيت عام 252.
وربما تعد هذه السمة الجديد للحي الأرستقراطي هي سبب تدميره التام أثناء نهب روما من قبل ألاريك الأول في 410. 
وفي الوقت نفسه انتقل السكان الأكثر فقرًا إلى السهل الجنوبي بالقرب من الميناء ( إمبيريوم) وإلى الضفة الأخرى لنهر التيبر. 

### الفترة الحديثة

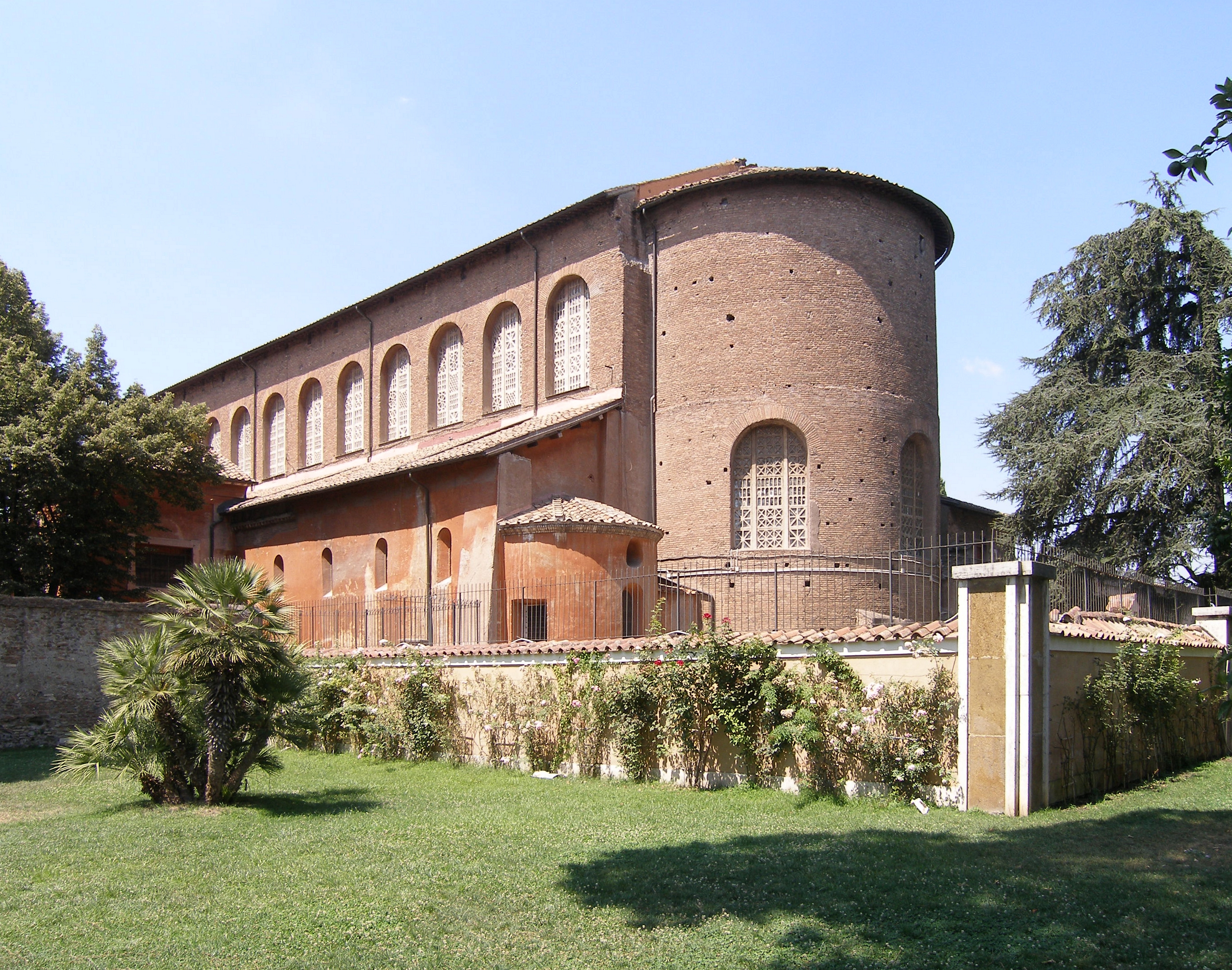
كنيسة سانتا سابينا

خلال الفترة الفاشية تقاعد العديد من نواب المعارضة في هذا التل بعد مقتل جياكومو ماتيوتي، وانتها هذا بما يسمى «انفصال أفنتين» - بوجودهم في البرلمان ونتيجة لنشاطهم السياسي.
يعد التل الآن من أحياء روما السكنية الأنيقة مع ثروة من المباني ذات الأهمية المعمارية بما في ذلك القصور والكنائس والحدائق، وعلى سبيل المثال كنيسة سانتا سابينا وحديقة روما للزهور